# FK 파네베지스
FK 파네베지스(리투아니아어: Futbolo klubas Panevėžys)는 트라카이를 연고로 하는 파네베지스의 축구 클럽이다. 현재는 A리가에 참가하고 있다.

## 성적
- A 리가
  - 우승 0회 (-)
- 리투아니아 컵
  - 우승 0회 (1): 2020
- 리투아니아 슈퍼컵
  - 우승 0회 (2): 2021, 2024

### 국내 대회 성적
| 시즌 | 순위 | @     |
| ---- | ---- | ----- |
| 2019 | 5위  | [ 2 ] |
| 2020 | 5위  | [ 3 ] |
| 2021 | 4위  | [ 4 ] |
| 2022 | 3위  | [ 5 ] |
| 2023 | 1위  | [ 6 ] |
| 2024 | 8위  | [ 7 ] |

## 선수 명단

### 현역
참고: FIFA 자격 규정에 따라 소속된 국가대표팀 국기를 표시합니다. 선수는 복수의 FIFA 비회원국 국적을 가지고 있을 수 있습니다.
| 번호 | 포지션 | 국적     | 이름                |
| ---- | ------ | -------- | ------------------- |
| 11   | FW     | 니카라과 | 아리아그너 스미스   |
| 31   | MF     |          | 페데리코 팔라시오스 |

| 번호 | 포지션 | 국적 | 이름 |
| ---- | ------ | ---- | ---- |